# علي الغاياتي
الشيخ علي الغاياتي (24 أكتوبر 1885 - 27 أغسطس 1956)، شاعر وصحفي ومناضل مصري.

## حياته ونشأته
ولد الشيخ علي الغاياتي في 24 أكتوبر 1885م بمدينة دمياط، ودخل الكتاب مبكرًا فأتم حفظ القرآن الكريم وهو في الثامنة من عمره وينحدر نسبه إلى الرسول ﷺ، التحق علي الغاياتي بالمعهد الديني بدمياط، ثم التحق بالأزهر الشريف وانخرط في القاهرة في الصحافة الوطنية التابعة للحزب الوطني وفي النضال الوطني عمومًا ضد الاحتلال الإنجليزي والاستبداد الخديوي، حيث تعرض للاضطهاد مرارًا. عندما أصدر ديوانه الشعري الأول تحت عنوان "وطنيتي" والذي قدم له كل من محمد فريد، وعبد العزيز جاويش، وهو ديوان يحمل قصائد شعرية تبث الروح الوطنية وتنعي على الاحتلال والخديوي، عندما أصدر هذا الديوان قامت الحكومة المصرية بمصادرته وتحويل الغاياتي ومحمد فريد وعبد العزيز جاويش إلى المحاكمة، فاضطر علي الغاياتي إلى الفرار إلى تركيا سنة 1910م، ثم منها إلى جنيف حيث استقر هناك واستمر يواصل نضاله الوطني وأصدر صحيفة "منبر الشرق" التي اهتمت بشئون العالم الإسلامي ونضاله ضد الاستعمار.
ظل الغاياتي يصدر هذه الصحيفة بانتظام رغم الظروف الصعبة من 5 فبراير 1922م حتى سنة 1937م، حيث عاد إلى مصر ونقل جريدته معه، وأستمر في إصدارها دفاعًا عن القضية الوطنية المصرية، وتوفي الرجل في 27 أغسطس سنة 1956م.

## مسيرته
الشيخ علي الغاياتي هو واحد من ذلك الجيل من المجاهدين الإسلاميين الذين تخرجوا من مدرسة الحزب الوطني أمثال مصطفى كامل، محمد فريد، عبد العزيز جاويش، إبراهيم الورداني، وهو ذلك الجيل الذي حمل شعلة النضال الإسلامي الوطني في بدية هذا القرن، وهذا الجيل هو الذي أعد العدة للثورة التي اندلعت بعد ذلك سنة 1919م.
الشيخ علي الغاياتي عالم دين مناضل، وهو نموذج للأزهري الثائر الذي يضطلع بدور رجل الدين الإسلامي الحقيقي في الكفاح ضد الاستعمار والاستبداد وتبني مطالب الأمة والدفاع عن قضاياها، وهو أيضًا الشاعر الملهم الذي يفيض قلمه رقة وعذوبة، وإلى جانب الرقة والعذوبة يتقد حماسًا ووطنية، وهو الصحفي القدير الذي يحرر المقالات ويصدر الصحف المتميزة والملتزمة بقضايا الشعب بكبرياء الإيمان والثورة ولا يمد يده إلى أحد أو يبيع قلمه إلى جهة رغم قسوة الظروف.

## نضاله
نشأ الغاياتي في ظروف تاريخية معقدة، حيث كانت مصر قد وقفت في قبضة الاحتلال الإنجليزي سنة 1882، وكانت الحركة الوطنية المصرية متمثلة في الحزب الوطني تحاول بعث الروح الوطنية واستنهاض الشعب المصري ضد الاحتلال، وكان من الطبيعي أن يحدث صدام واضطهاد من سلطات الاحتلال الإنجليزي وسلطات الخديوي ضد عناصر الحركة الوطنية المصرية.
نشأ الغاياتي في هذه الظروف في مدينة دمياط، وكان طالبًا بالمعهد الديني بها أصطدم بإدارة المعهد حيث تم فصله بسبب نشاطه الوطني، فاضطر للعمل مدرس بالمدارس الابتدائية الخاصـة.
عندما انتقل إلى القاهرة شارك بحماس في العمل الوطني من خلال الحزب الوطني، الذي كان يعد في ذلك الوقت لإشعال الثورة ضد الاحتلال، وأخذ الغاياتي ينظم القصائد الشعرية الملتهبة التي تحض على الوطنية والجهاد ومناهضة الاستعمار وبث العزيمة والحماس في صفوف الجماهير، وقام بنشر هذه القصائد في صحف الحزب الوطني التي كانت تصدر في ذلك الوقت، كما قام بنشر العديد من المقالات في مختلف الصحف المصرية مثل جريدة الجوائب المصرية، اللواء وغيرهما، مما أثار حفيظة السلطات الإنجليزية والخديوي عليه، فقامت السلطات بزجه في السجن بتهمة مخالفة قانون التجنيد " سجن القشلاق الأحمر "، ولكن هذا الأمر لم يغير من موقف وصلابة الرجل فاستمر على نفس الخط الوطني النضالي بل تصاعدت نبرته الوطنية والنضالية المناهضة للاحتلال فقام بجمع القصائد التي نشرها من قبل، وأصدرها في ديوان تحت عنوان " وطنيتي " سنة 1910م، وقام كل من محمد فريد وعبد العزيز بكتابة مقدمة لهذا الديوان، إلا أن السلطات رأت أن هذا الديوان ليس مجرد قصائد شعرية بل شواظ من نار وقذائف تتلظي وقذائف على رأس الاستعمار، فقامت بتحويل كل من محمد فريد، وعبد العزيز جاويش، وعلي الغاياتي إلى المحاكمة وأحس الغاياتي أن السلطات تتربص به، وأنها لا محالة سوف تسجنه خاصة وأنها تسيطر على القضاء عن طريق القضاة الأجانب، فقام بالتنكر في زي أفندي وكان قبل ذلك يلبس الملابس الأزهرية دائماً وسافر إلى تركيا.وبعد سفره صدرت الحكم من المحكمة بحبسه عامًا مع الشغل، وكان الحكم غيابيًا بالطبع، كما صدرت الأحكام بحق كل من محمد فريد وعبد العزيز جاويش الأول الحبس ستة أشهر مع النفاذ والثاني الحبس ثلاثة أشهر، وقد نفذ محمد فريد الحكم كاملاً ولبث في السجن ستة شهور كاملة.
ما إن وصل علي الغاياتي إلى تركيا حتى واصل الاتصال بزملائه في الحركة الوطنية المصرية داخل وخارج مصر واستمر يكتب المقالات في الصحف التركية والأوروبية دفاعًا عن قضية بلاده، كما راسل العديد من الصحف المصرية. انتقل إلى جنيف سنة 1911م، حيث استقر هناك مواصلاَ نضاله في المنفى. في أعقاب ثورة 1919 أصدر الشيخ علي الغاياتي سنة 1922م صحيفة "منبر الشرق"، حيث تواصلت بدون انقطاع في المنفي حتى عام 1933م، ثم عاد بها إلى مصر مع عودته سنة 1937م، واستمر يصدرها إلى أن توفي عام 1956.
لم تكن جريدة منبر الشرق في سنوات المنفي مجرد صحيفة تنشر أخبار الوطن المصري والعربي والإسلامي، وتدافع عن حقوق المصريين والعرب والمسلمين والشرقيين عمومًا، بل كانت منتدي لزعماء هذه الأمة كلها.
أما في مصر فقد استمرت جريدة منبر الشرق تناهض الاحتلال وتدعو إلى الحرية، واتخذت طريقًا مستقلاً فلم ترتبط بأحد الأحزاب المصرية في تلك الفترة، وخرجت صحيفة نظيفة نقية من كل خطأ وترتفع فوق كل شائبة وتدعو في أدب واتئاد إلى كل فضيلـة.

## كتب ودراسات عنه:
- علي الغاياتي: من وطنيتي إلى منبر الشرق، إبراهيم عبد الله المسلمي، أعلام العرب، الهيئة المصرية العامة للكتاب، 1989م